# Temple Terrace
Temple Terrace – miasto w Stanach Zjednoczonych, w stanie Floryda, w hrabstwie Hillsborough.